# Kodansha Encyclopedia of Japan
Die Kodansha Encyclopedia of Japan ist eine umfassende englischsprachige Enzyklopädie aus dem Verlag Kodansha in neun Bänden, die eine große Bandbreite an Themen über Japan abdeckt. Die erste Auflage erschien 1983 und wurde 1986 durch einen Ergänzungsband erweitert. Erstellt wurde die Enzyklopädie sowohl von japanischen (680) als auch von nicht-japanischen (524) Autoren aus 27 Nationen. 40 % des Textes wurde von Japanern beigesteuert, die restlichen 60 % zu einem Großteil von Amerikanern sowie den anderen beteiligten Nationen. Viele Artikel basieren auf übersetzten Artikeln aus japanischen Enzyklopädien.
Insgesamt besteht das Werk aus über 11.000 Einträgen aus 37 verschiedenen Wissensgebieten. Diese umfassen Standardkategorien wie Geschichte, Literatur, Kunst, Religion, Wirtschaft und Geographie. Zusätzlich wurden die Kategorien Naturwissenschaften, Technik, Recht, Frauen, Folklore, Nahrung, Kleidung, Sport, Freizeit sowie Tier- und Pflanzenleben aufgenommen. Des Weiteren sind ca. 1000 Illustrationen in Form von Fotografien, Karten, Zeichnungen, Diagrammen und Tabellen enthalten. Der neunte Indexband enthält Namen und Wörter, die in der Enzyklopädie enthalten sind, jedoch keinen eigenen Eintrag bekommen haben.
Um einer breiten Leserschaft entgegenzukommen, wurden die Artikel sowohl mit dem Ziel der Einführung eines Begriffes auf einem grundlegenden Niveau, sowie als Einstiegspunkt für weitere tiefgreifende Recherchen konstruiert. Somit kann sowohl ein Oberstufenschüler als auch ein Universitätsstudent, Diplomat oder Geschäftsmann die Enzyklopädie sinnvoll nutzen.
Viele Artikel jedoch sind nicht länger als ein kurzer Absatz; dagegen enthalten die Einträge zu Oberthemen wie der japanischen Geschichte mehrere 10.000 Wörter. Die einzelnen Artikel innerhalb der Enzyklopädie sind meist keinem Autor zuzuordnen. Oftmals werden am Ende eines Artikels weitere Leseempfehlungen, zumeist in Englisch oder Japanisch gegeben. Japanische Namen sind immer in der japanischen Namensfolge angeordnet, mit dem Nachnamen zuerst.
Der Beratungsstab umfasste unter anderem folgende bekannte Wissenschaftler: Edwin O. Reischauer, Gerald Curtis, Ronald P. Dore, John Whitney Hall, Ezra F. Vogel, Akira Iriye und Tsuru Shigeto.

## Der Nachfolger
1993 erschien der Nachfolger Japan: An Illustrated Encyclopedia. Diese Ausgabe erschien zunächst in einem Band von 1924 Seiten. Im Unterschied zur ersten Ausgabe führt sie zu jedem Artikel den Namen auch in japanischen Zeichen (Kanji) auf. Zur besseren Handhabung wurde später der unveränderte Text in zwei Bänden, A bis L und M bis Z herausgegeben. Auf Leseempfehlungen wurde verzichtet.
Der Beratungsstab umfasste unter anderem Edwin O. Reischauer, Vorsitzender, Gerald Curtis, Ronald P. Dore,  Akira Iriye und Tsuru Shigeto, Vorsitzender. Beiträge lieferten einige tausend Japaner, dazu eine ganze Reihe Ausländer.